# Chrétien Henri Schaeffer
Pour les articles homonymes, voir Schaeffer.
Chrétien Henri Schaeffer, (Strasbourg, 18 novembre 1774 – Strasbourg, 6 avril 1842), est un officier général français qui servit durant les guerres de la Révolution et de l'Empire.

## Biographie
- Colonel au 127e régiment d'infanterie, le 14 mars 1811.
- Général de brigade le 25 décembre 1813.

Il participe à la campagne de France en 1814, notamment au sein du corps d'armée du Maréchal Macdonald, duc de Tarente.
Participe à la campagne de Belgique pendant les Cent-Jours, plus particulièrement à la bataille de Ligny à la tête de la 2e brigade de la 12e division d'infanterie du 4e corps de l'armée du Nord du général Pécheux.

## distinctions
- Légion d'honneur [1]. 
  - Chevalier de la Légion d'honneur le 14 juin 1804,
  - Officier de la Légion d'honneur le 20 août 1812,
  - Commandeur de la Légion d'honneur le 1er mai 1821
  - Grand officier de la Légion d'honneur le 3 novembre 1823.